# Вижницький район
Вижницький райо́н — (Буковинська Гуцульщина)  район в Україні, у західній частині Чернівецької області і межує з Івано-Франківською областю та був утворений під час адміністративно-територіальної реформи в Україні 2020 року. Адміністративний центр — місто Вижниця. Площа — 1896,0 км² (23,3% від площі області), населення —  90,7 тис. осіб (2020). 
До складу району входять 9 територіальних громад.

## Історія

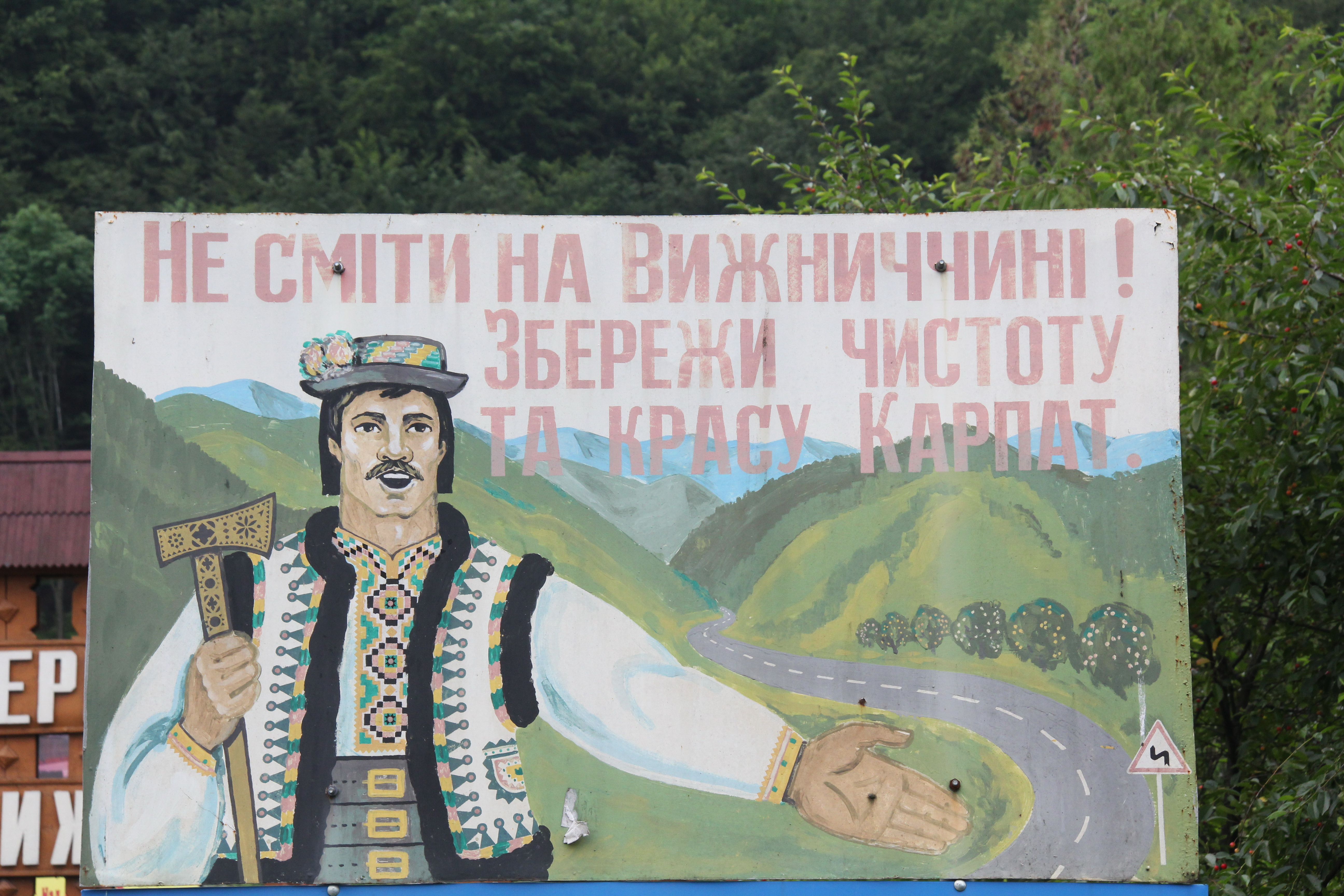
На в'їзді до Вижнецького району

Вижницький район утворено 19 липня 2020 року згідно із Постановою Верховної Ради України № 807-IX від 17 липня 2020 року в рамках Адміністративно-територіальної реформи в Україні. До його складу увійшли: Вижницька, Вашківецька міські, Берегометська, Путильська селищні та Банилівська, Брусницька, Конятинська, Селятинська і Усть-Путильська сільські територіальні громади. Перші вибори Вижницької районної ради відбулися 25 жовтня 2020 року.
Раніше територія району входила до складу ліквідованих в той же час Вижницького (1940—2020), Путильського та частини Кіцманського  районів Чернівецької області

## Адміністративний устрій
У складі району 9 території територіальних громад, з яких 2 міських, 2 селищних і 5 сільських.
| - Міські: - Вижницька - Вашківецька | - Селищні: - Берегометська - Путильська | - Сільські: - Банилівська - Брусницька - Конятинська - Селятинська - Усть-Путильська |

## Світлини

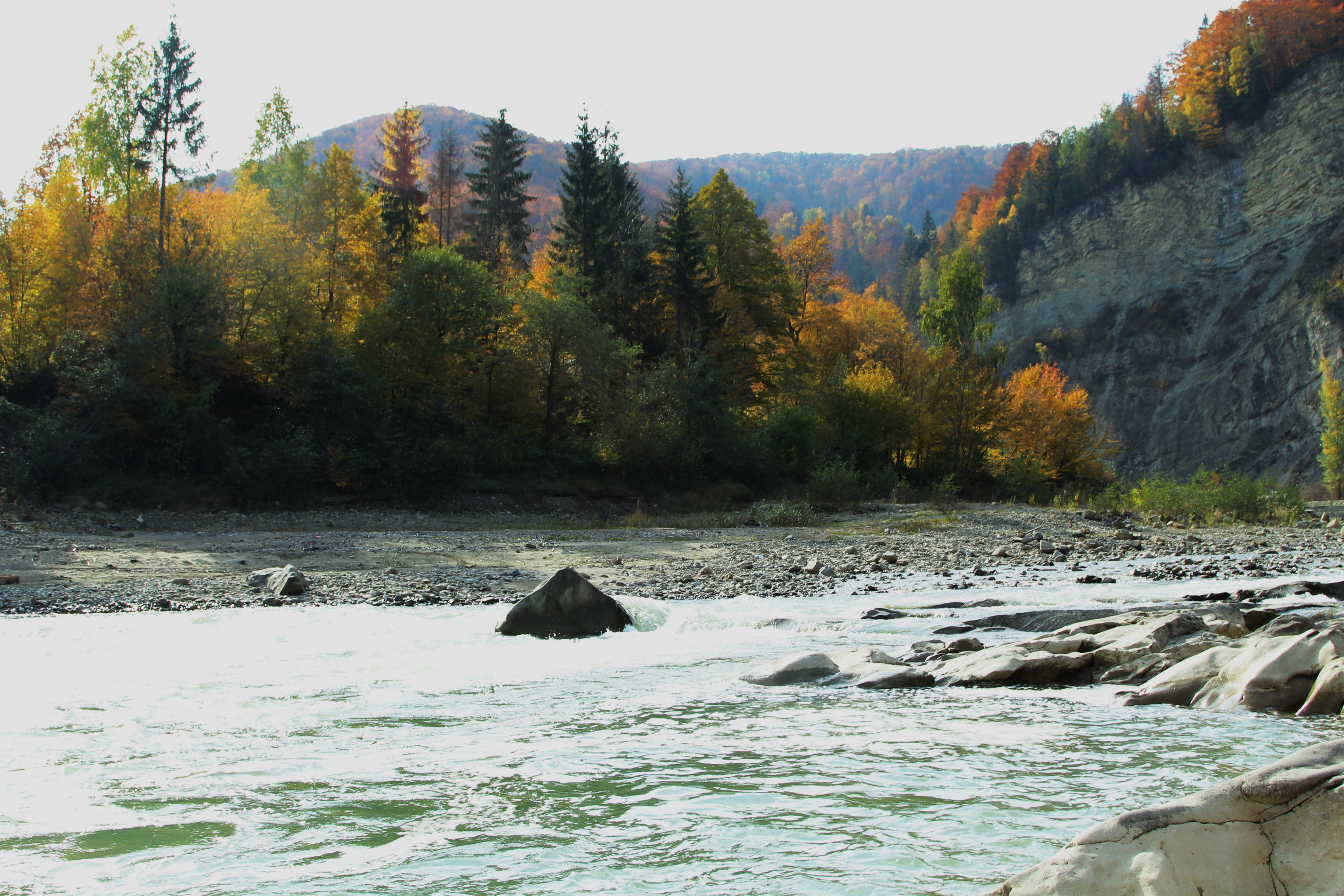
Річка Черемош
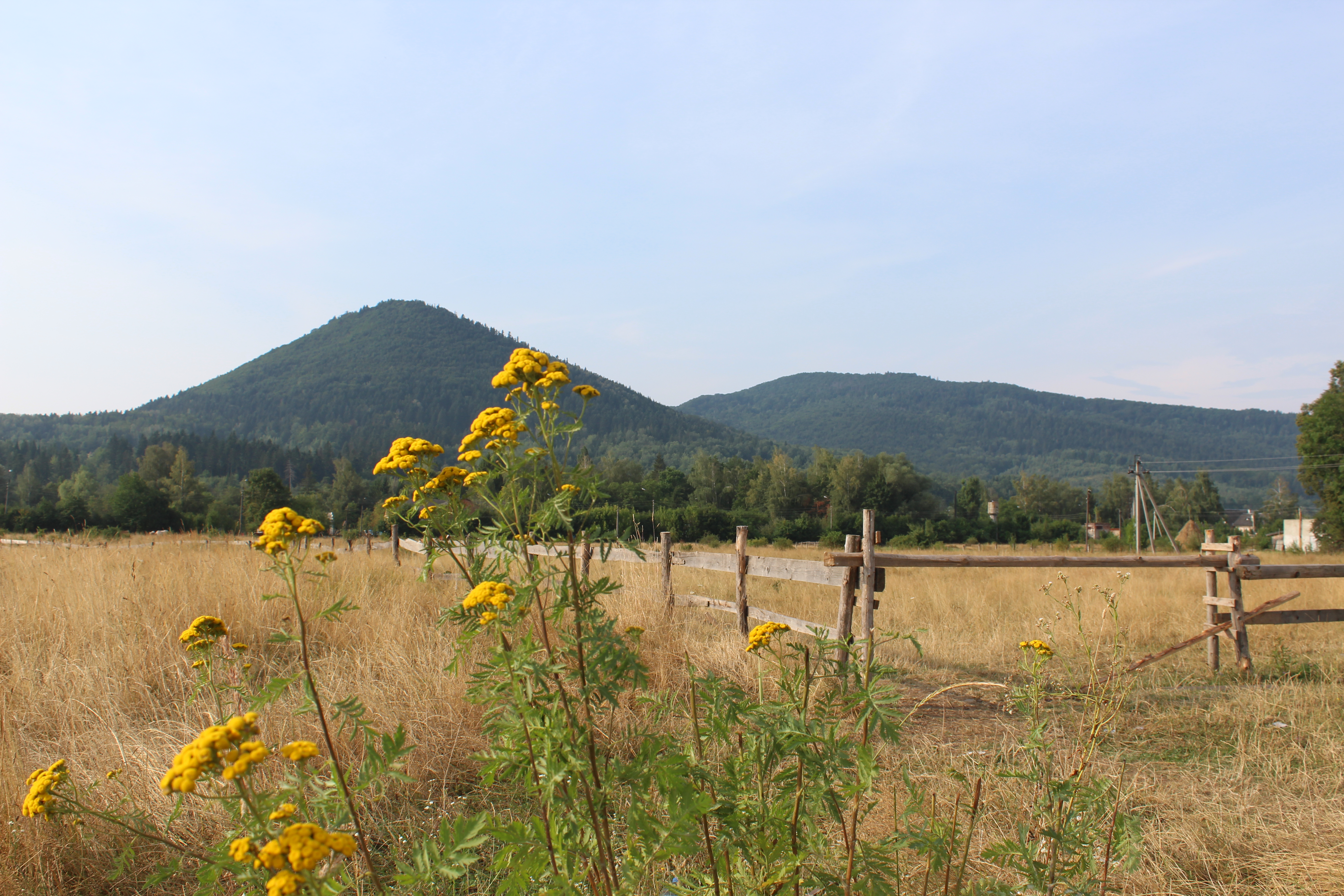
Гора Стіжок, Вижницький НПП
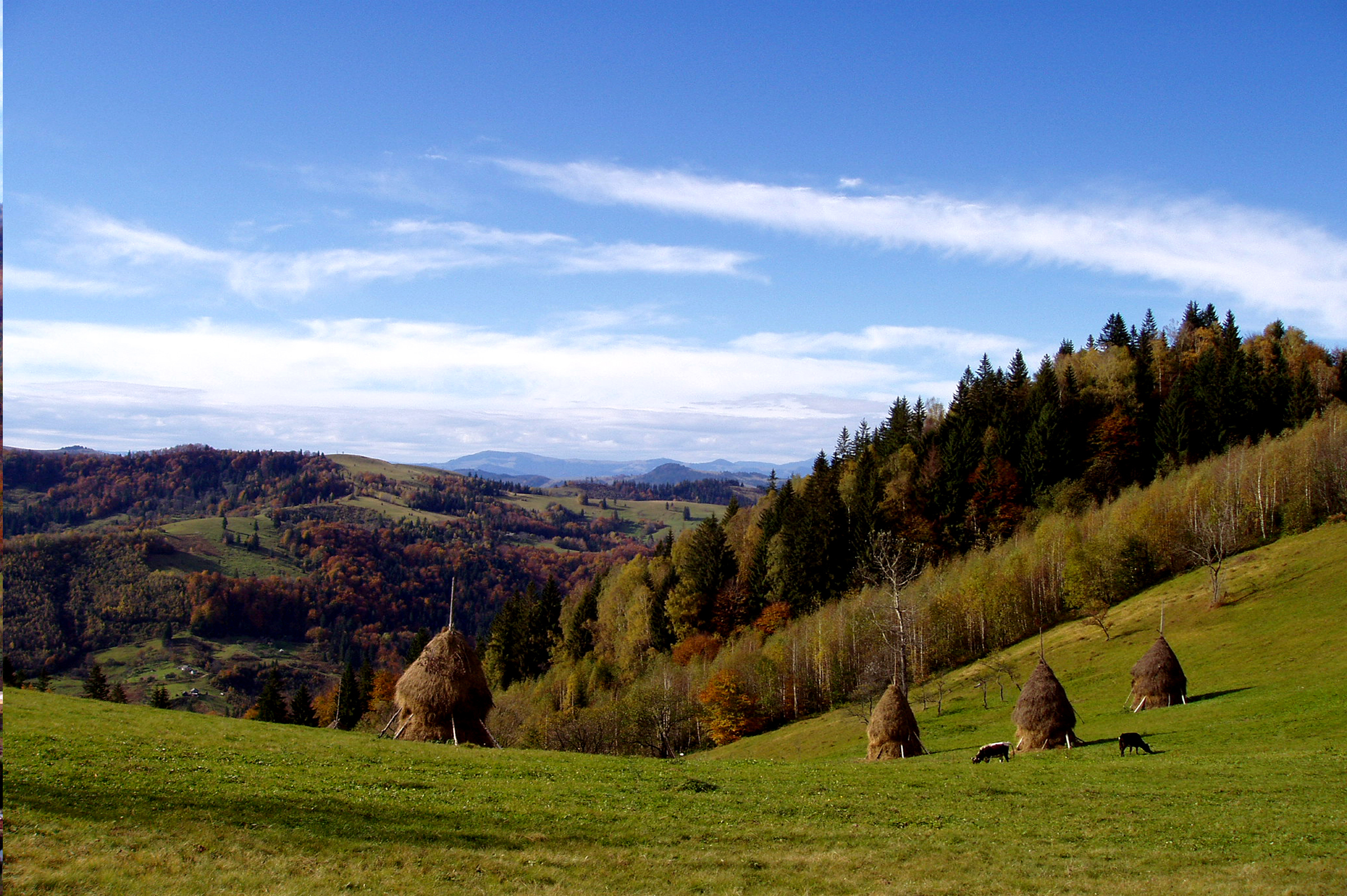
Вижницький національний природний парк
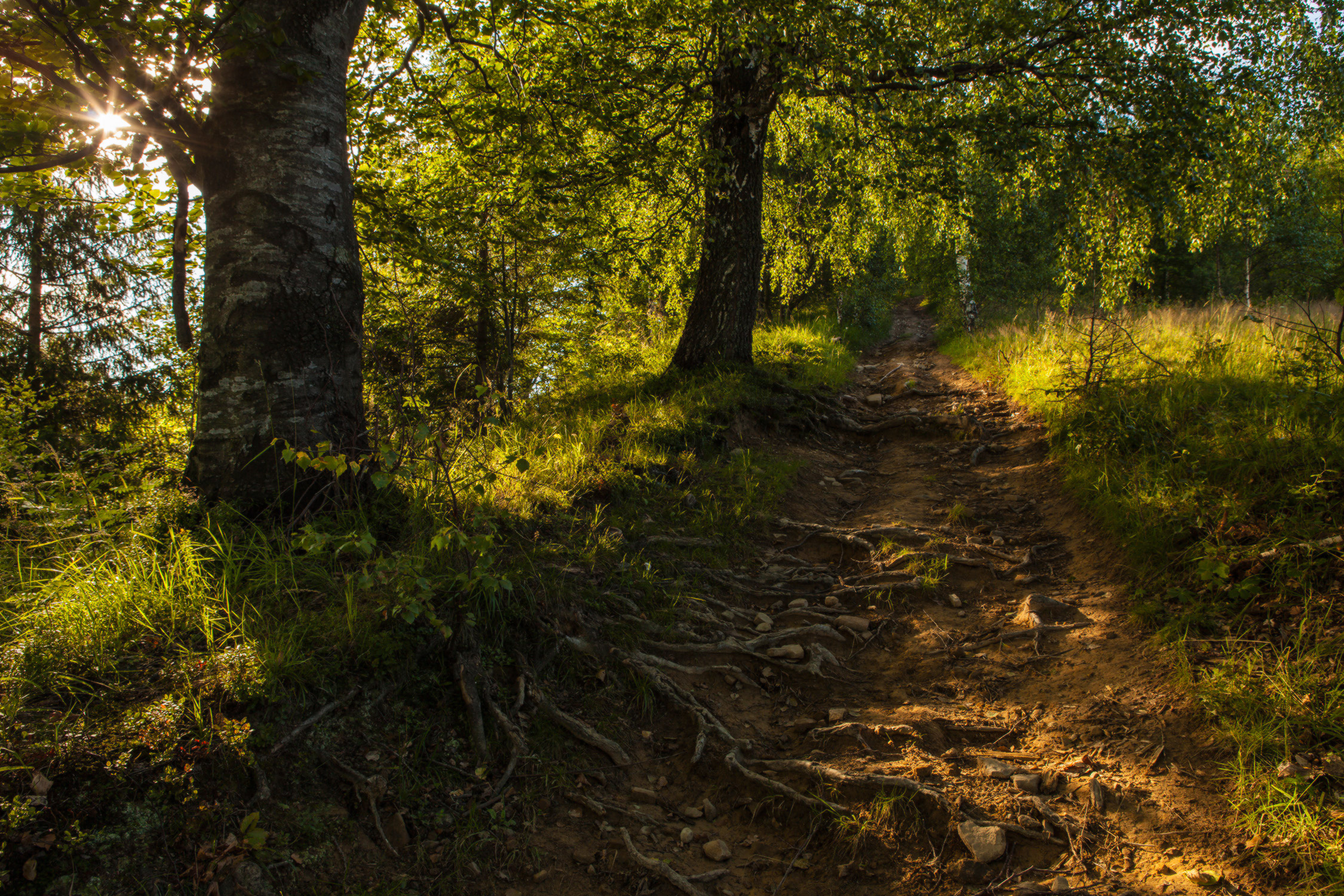
Вижницький НПП